# Mons Usov

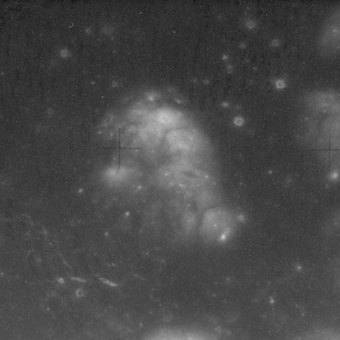
Vista del Mons Usov desde el Apolo 15

El Mons Usov es una pequeña montaña lunar que está localizada en el sector sureste del Mare Crisium, al norte del cráter Firmicus, al oeste del cráter Concorcet, y al noroeste del Promontorium Agarum. 
Es esencialmente parte del brocal montañoso de la cuenca del Mare Crisium, pero aparece aislado debido a la inundación de la cuenca producida por los flujos de basalto que conformaron el fondo del mare.

## Denominación
Fue oficialmente nombrado por la UAI en memoria del geólogo soviético Mijaíl Úsov en 1979.